# アマガエル科
アマガエル科（アマガエルか、Hylidae）は、両生綱無尾目に属する科。模式属はアマガエル属。

## 分布
アフリカ大陸北部、オーストラリア大陸、北アメリカ大陸、南アメリカ大陸、ユーラシア大陸、インドネシア、日本、パプアニューギニア

## 形態
体形が細く、アオガエル科と比較して骨ばっておらず、丸みを帯びている。体色は緑や褐色が基本だが、周囲の環境に合わせて体色を変化させることが可能な種が多い。四肢は発達し、多くの種は指に吸盤と水掻きを持つ。オスの鳴嚢はアオガエル科の多くの種同様、下あごから喉にかけての部分に存在するものが多い。

## 生態
多くの種が樹上で生活するが、半水棲の種もいる。オーストラリア大陸やアメリカ大陸には、砂漠やサバンナに生息する乾燥に適応した種がいる。
繁殖形態は種によって様々で、日本で一般的に見られるように水場に産卵する種のほかに、水場の上の葉に卵を産みつけたりメスが背中にある袋で卵を育てる種などがいる。
2019年現在では、カエルツボカビ症によって減少しつつある両生類の1つに数えられている。

## 分類

### ツノアマガエル亜科 Hemiphractinae
- Cryptobatrachus
- Flectonotus
- フクロアマガエル属 Gastrotheca
- ツノアマガエル属 Hemiphractus
- Stefania

### アマガエル亜科 Hylinae
- コオロギガエル属 Acris
- Anotheca
- Aparasphenodon
- Aplastodiscus
- Argenteohyla
- Bokermannohyla
- Bromeliohyla
- Charadrahyla
- Corythomantis
- アマガエル属 Dryophytes
- Dendropsophus
- Duellmanohyla
- Ecnomiohyla
- Exerodonta
- ヨーロッパアマガエル属 Hyla
- Hyloscirtus
- Hypsiboas
- Isthmohyla
- Itapotihyla
- Lysapsus
- Megastomatohyla
- Myersiohyla
- Nyctimantis
- Osteocephalus
- ズツキガエル属 Osteopilus
  - Osteopilus septentrionalis キューバズツキガエル
- Phyllodytes
- ドクアマガエル属 Phynohyas
- Plectrohyla
- Pseudacris
- Pseudis
- Ptychohyla
- Scarthyla
- Scinax
- Smilisca
- Sphaenorhynchus
- Tepuihyla
- Tlalocohyla
- トタテガエル属 Trachycephalus
- ヘラクチガエル属 Triprion
- Xenohyla

### オセアニアアマガエル亜科 Pelodryadinae
- Cyclorana
- アメガエル属 Litoria
  - Litoria infrafrenata クツワアメガエル
- Nyctimystes

### ネコメアマガエル亜科 Phyllomedusinae
- アカメアマガエル属 Agalychnis
  - Agalychnis callidryas アカメアマガエル
- Cruziohyla
- Hylomantis
- フトアマガエル属 Pachymedusa
  - Pachymedusa dacnicolor フトアマガエル
- Phasmahyla
- Phrynomedusa
- ネコメガエル属 Phyllomedusa
  - Phyllomedusa bicolor フタイロネコメガエル